# Lakija
Lakija nebo Lakje (hebrejsky לקיה, arabsky اللقية, v oficiálním přepisu do angličtiny Laqye) je místní rada (malé město) v Izraeli v Jižním distriktu.

## Geografie
Leží nadmořské výšce 398 metrů severovýchodně od Beerševy v zvlněné krajině na severním okraji Negevské pouště, nedaleko přechodu k Judským horám, respektive Hebronským horám. Terén člení vádí Nachal Roš, Nachal Likit a Nachal Rimon. Jde o aridní oblast, ale severně od města se rozkládá velký lesní komplex.
Lakiji obývají izraelští Arabové, respektive Beduíni, další velká města v regionu jako Beerševa nebo Mejtar jsou židovská, stejně jako nově budovaný obytný soubor Karmit severovýchodně od Lakije. Město je na dopravní síť napojeno pomocí dálnice číslo 31, která se východně od obce kříží s dálnicí číslo 60.

## Dějiny
Lakija byla založena v roce 1985 jako součást vládního projektu trvalého usídlení beduínských kmenů v okolí. Původně byla obec součástí Oblastní rady Šoket. Po jejím rozpuštění získala roku 1996 status místní rady.
Obyvatelé jsou členy beduínských kmenů al-Asad a al-Sana'a. Žili zde jako kočovníci od 18. století, podle jiných zdrojů až od roku 1940. Kmen al-Sana'a opustil v roce 1952 tuto oblast, ale vrátil se roku 1975. Téhož roku stát zabral původní kmenovou půdu s cílem zřídit zde místo živelně rostlých rozptýlených osad trvalé městské sídlo.

## Demografie
Lakija je město s ryze arabskou populací. V roce 2005 tvořili 100,0 % obyvatelstva arabští muslimové. Jde o středně velké sídlo městského typu s trvalým rychlým růstem. K 31. prosinci 2017 zde žilo podle Centrálního statistického úřadu (CBS) 12 900 lidí.
| Rok            | 1995 | 1999  | 2000  |
| -------------- | ---- | ----- | ----- |
| Počet obyvatel | 999  | 4 400 | 5 400 |

| Rok            | 2001  | 2003  | 2004  | 2005  | 2006  | 2007  | 2008  | 2009  | 2010  | 2011  | 2012   | 2013   | 2014   | 2015   | 2016   | 2017   |
| -------------- | ----- | ----- | ----- | ----- | ----- | ----- | ----- | ----- | ----- | ----- | ------ | ------ | ------ | ------ | ------ | ------ |
| Počet obyvatel | 5 590 | 6 587 | 7 569 | 7 999 | 8 437 | 8 966 | 9 662 | 9 591 | 9 900 | 9 600 | 10 200 | 10 800 | 11 200 | 11 800 | 12 300 | 12 900 |

* údaje od roku 2010 zaokrouhleny na stovky